# كارلو ساتورو
كارلو ساتورو (بالإيطالية: Carlo Sartori)‏ (10 فبراير 1948 في إيطاليا - ) هو لاعب كرة قدم إيطالي في مركز الوسط. لعب مع مانشستر يونايتد ونادي بولونيا ونادي بينيفينتو ونادي ترينتو ونادي ريميني ونادي سبال ونادي ليتشي ونادي ليكو.

## وصلات خارجية
- كارلو ساتورو على موقع الاتحاد الأوربي (الإنجليزية)
- كارلو ساتورو على موقع قاعدة بيانات كرة القدم.إي يو (الإنجليزية)
- كارلو ساتورو على موقع عالم كرة القدم.نت (الإنجليزية)